# Тихий (Волгоградская область)
Тихий — посёлок в Октябрьском районе Волгоградской области России, в составе Аксайского сельского поселения.

## География
Посёлок расположен в 11 км к северо-западу от села Аксай.

## История
Основан как посёлок при станции Гнилоаксайская железнодорожной ветки Царицын — Тихорецкая Владикавказской железной дороги, открытой в 1889 году. Станция Гнилоаксайская впервые обозначена на военно-дорожной карте 1888 года.
Наименование посёлок Тихий присвоено на основании Указа Президиума Верховного Совета РСФСР от 28 мая 1962 года.

## Население
| 2002 |
| ---- |
| 44   |

| 2010 |
| ---- |
| 38   |